# Пятицилиндровый двигатель

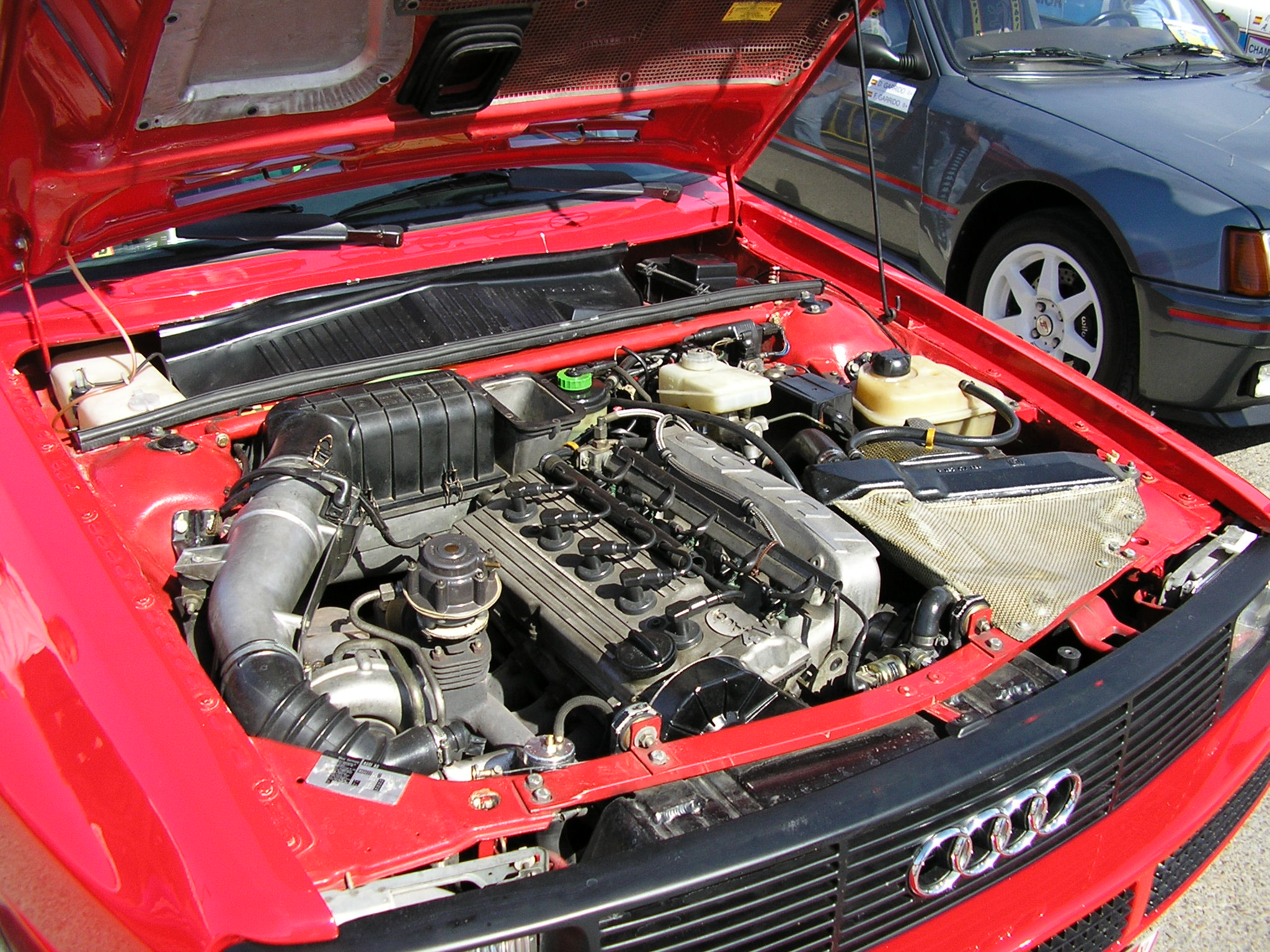
Двигатель «I5» Audi Sport Quattro

Пятицилиндровый двигатель — поршневой двигатель внутреннего сгорания с 5 цилиндрами.
Рядный пятицилиндровый двигатель начал применяться в 30-х годах XX-в. Дизельный пятицилиндровый двигатель был установлен на военный грузовой автомобиль 1932-г. Lancia Ro3.
С 1974 года Mercedes-Benz начал устанавливать дизельные I5 с модели Mercedes-Benz W115 и на ряд других по 2005 год. Первые бензиновые двигатели I5 начали применять в моделях Audi 100 c 1976 года. Широкую известность двигатель I5 получил благодаря раллийному автомобилю Audi Sport Quattro в середине 1980-х годов.

## Виды пятицилиндрового двигателя
I5 / R5 — рядный пятицилиндровый двигатель. Применяется в автомобильных транспортных средствах таких как легковые и грузовые автомобили.
VR5 — VR-образный двигатель c пятью цилиндрами. Цилиндры расположены в шахматном порядке. Используется в некоторых моделях автомобилей марки Volkswagen.
Звездообразный (радиальный) — цилиндры расположены вокруг оси вращения коленчатого вала. Применяется главным образом в авиационной технике.
Двигатель со встречным движением поршней и двумя коленчатыми валами-поршни приводятся в движение двумя коленвалами. Применяется на танках(Т-64, двигатель 5ТД и его модификации)

## Примеры использования

### I5

Работа рядного 5-цилиндрового двигателя

Работа радиального 5-цилиндрового двигателя

- Alfa Romeo JTD
  - Alfa Romeo 156
  - Alfa Romeo 159
  - Alfa Romeo Brera
- Audi[2]
  - Audi 80
  - Audi 100
  - Audi Sport Quattro
  - Audi S2
  - Audi RS 2 Avant
  - Audi RS Q3
  - Audi RS 3
  - Audi TT RS
- Ford
  - Ford Focus ST
  - Ford Focus RS
- Fiat
  - Fiat Coupé
  - Fiat Stilo
- Honda G20A
  - Honda Inspire
  - Honda Rafaga
- Mercedes-Benz
  - Mercedes-Benz G-класс
  - Mercedes-Benz W116
  - Mercedes-Benz W123
  - Mercedes-Benz W126
  - Mercedes-Benz W901-903, Sprinter
- Volkswagen
  - Volkswagen Transporter
  - Volkswagen Touareg
  - Volkswagen Passat (NMS) (англ.)
  - Volkswagen Jetta (A6) (англ.)
- Большинство моделей Volvo
  - Volvo 850
  - Volvo S60
  - Volvo V70

### VR5
- Volkswagen Passat B5
- Volkswagen Bora

### Радиальные (звездообразные) авиационные двигатели
- Kinner B-5
- Salmson 5AC
- Siemens-Halske Sh 4
- Viale 35 hp
- Walter NZ 60
- Walter Regulus
- Walter Vega
- Warner Scarab Junior
- М-11 (двигатель)

## Галерея

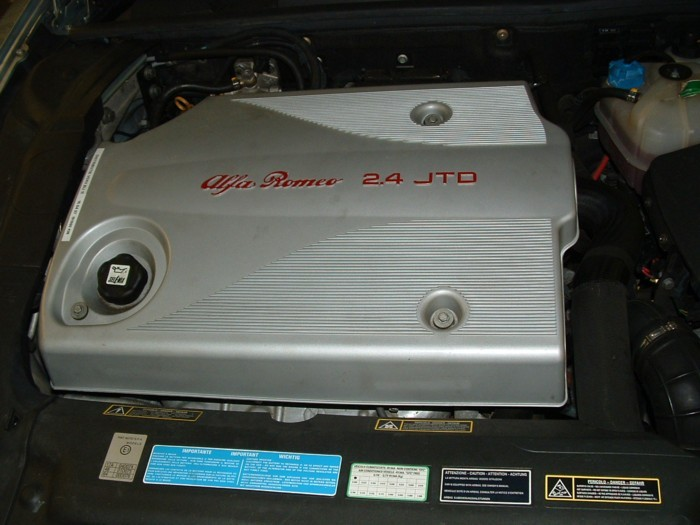
Alfa Romeo JTD
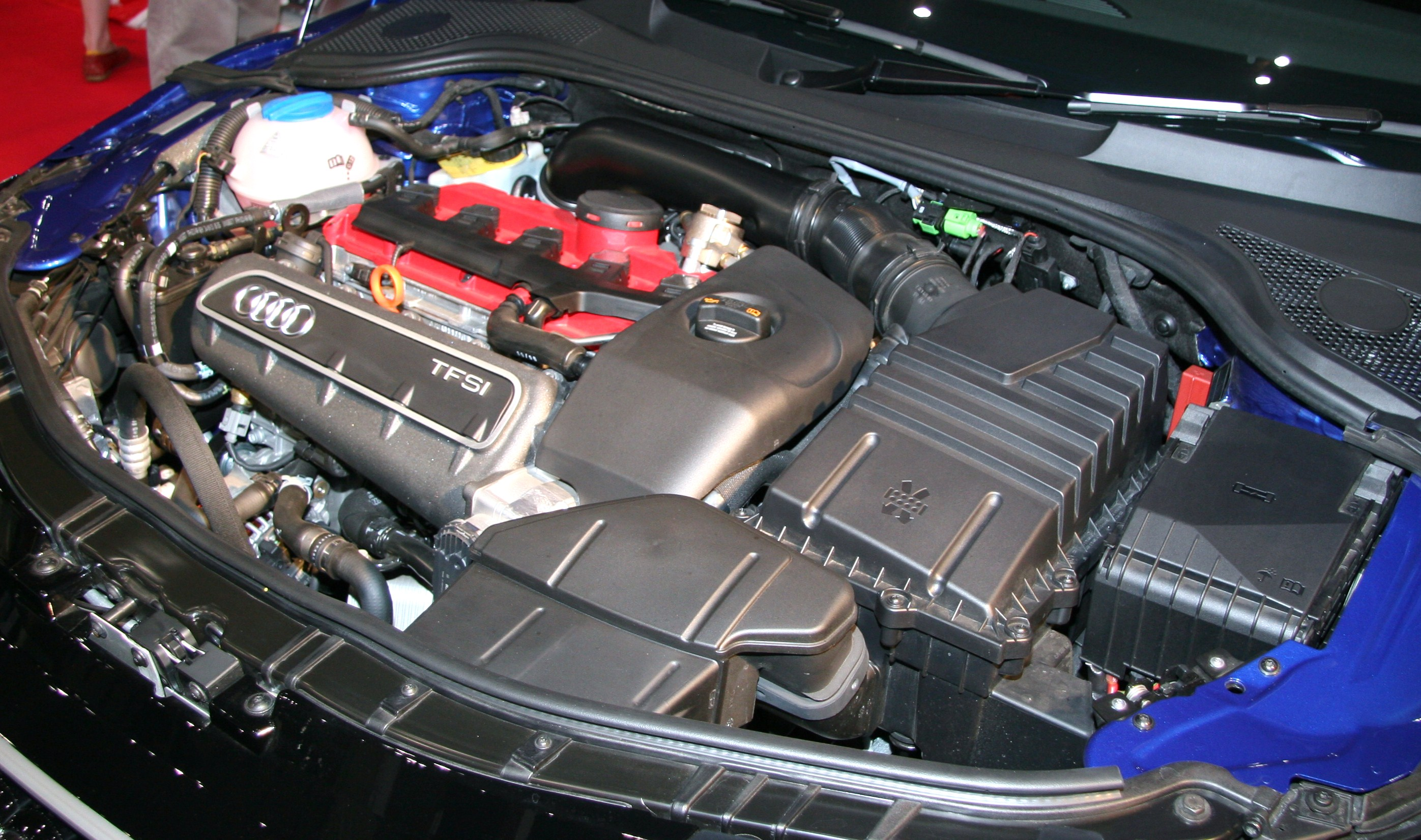
Audi I5
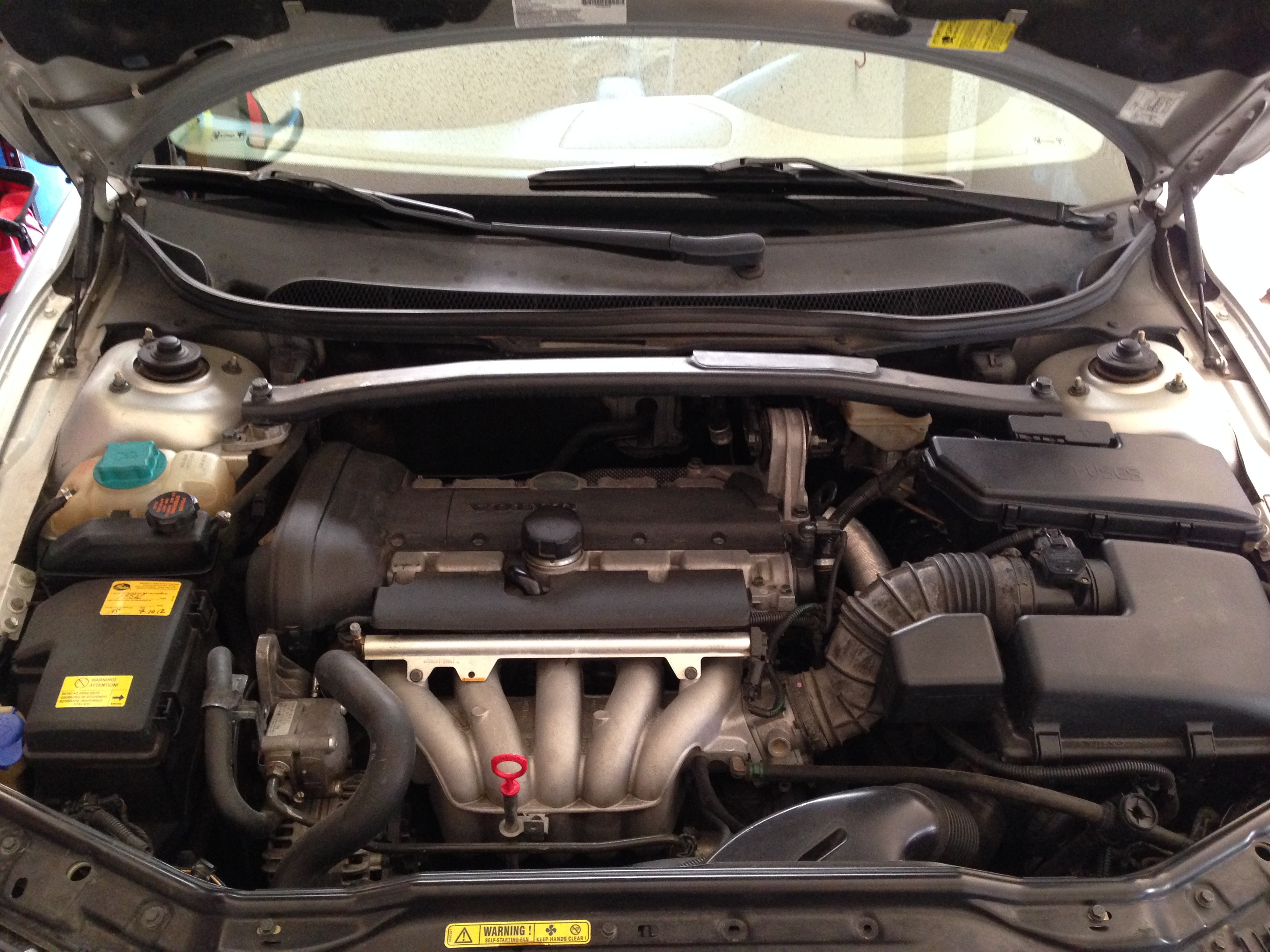
Volvo I5
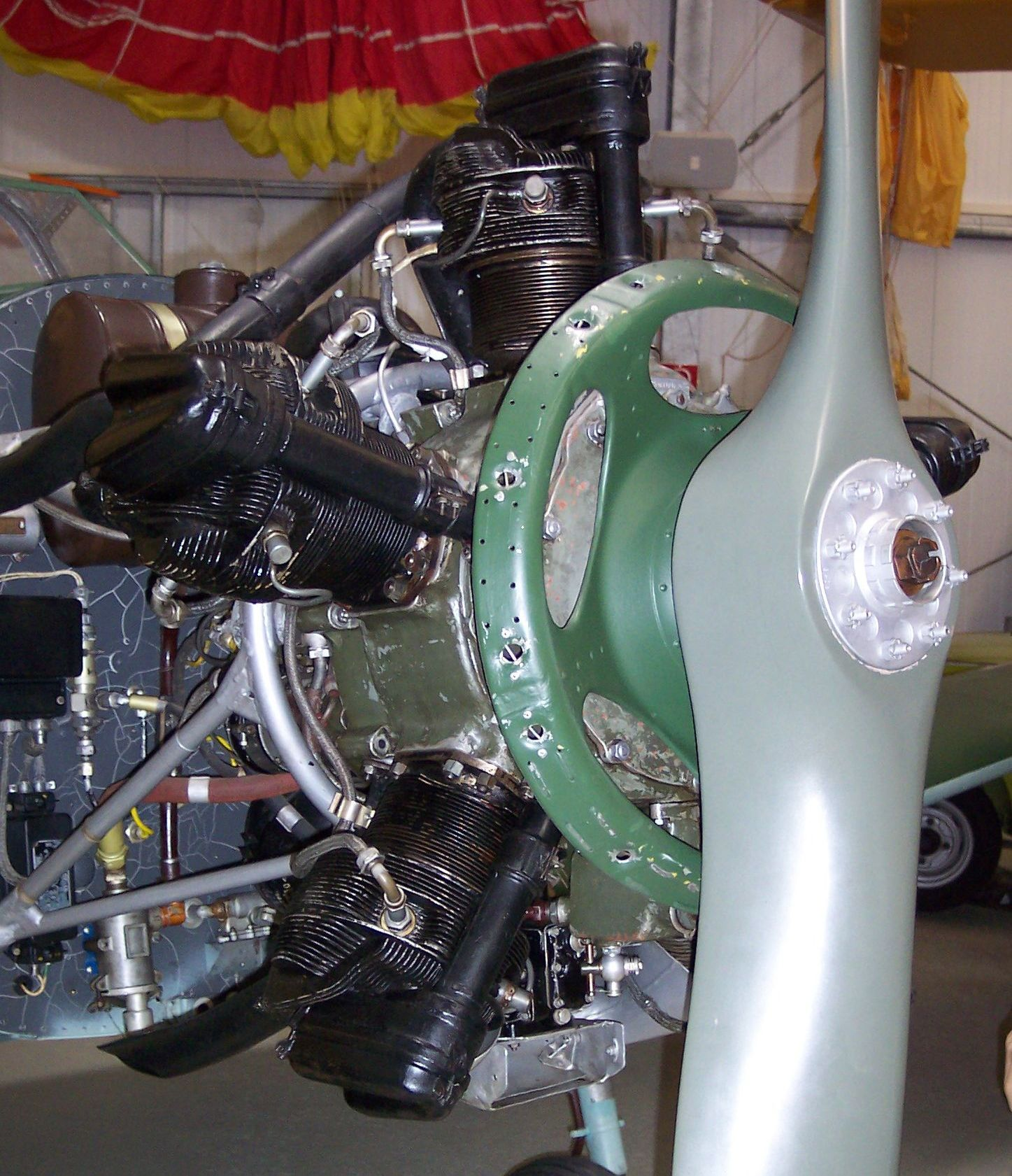
М-11Ф